# داء كاشين بيك
داء كاشين بيك (ملاحظة 1) هو اعتلال عظمي غضروفي مزمن ومتوطن. تتضمن أعراض هذا المرض آلاماً في المفاصل، وغياب الليونة فيها، مع حدوث تضخم في المفاصل بين السلاميات، بالإضافة إلى محدودية الحركة المصاحبة لهذا المرض في البدن.
ينتشر في شمال شرقي الصين إلى جنوبي غربها، وأكثر منطقة منتشر فيها هناك هي في منطقة التبت. ينتشر المرض أيضاً في جنوبي شرقي سيبيريا وكوريا الشمالية. سجلت أكثر من مليون حالة إصابة بهذا المرض إلى سنة 2011.

## هوامش
- ملاحظة 1 باللغة الإنجليزية: Kashin–Beck disease ويرمز له اختصاراً KBD.